# Nassophorea
Classe
Les Nassophorea sont une classe de protistes de l'embranchement des Ciliés (Ciliophora).

## Liste des ordres
Selon GBIF (1er janvier 2023) :
- Nassulida Jankowski, 1967
- Nassulopsida Deroux in Corliss, 1979
- Synhymeniida de Puytorac et al., 1974

## Systématique
Le nom valide de ce taxon est Nassophorea Small & Lynn, 1981.